# 보호 테이프

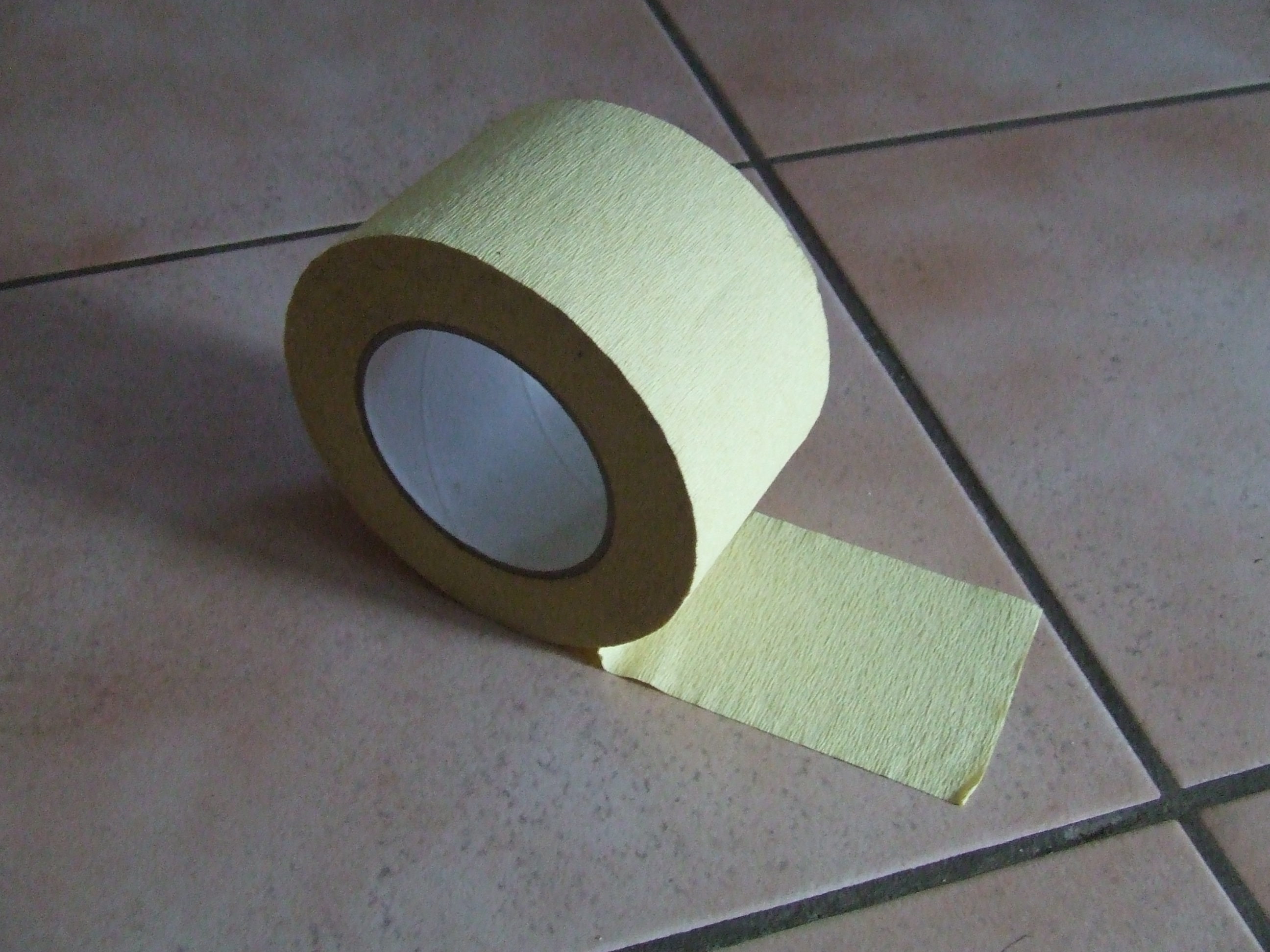
보호 테이프

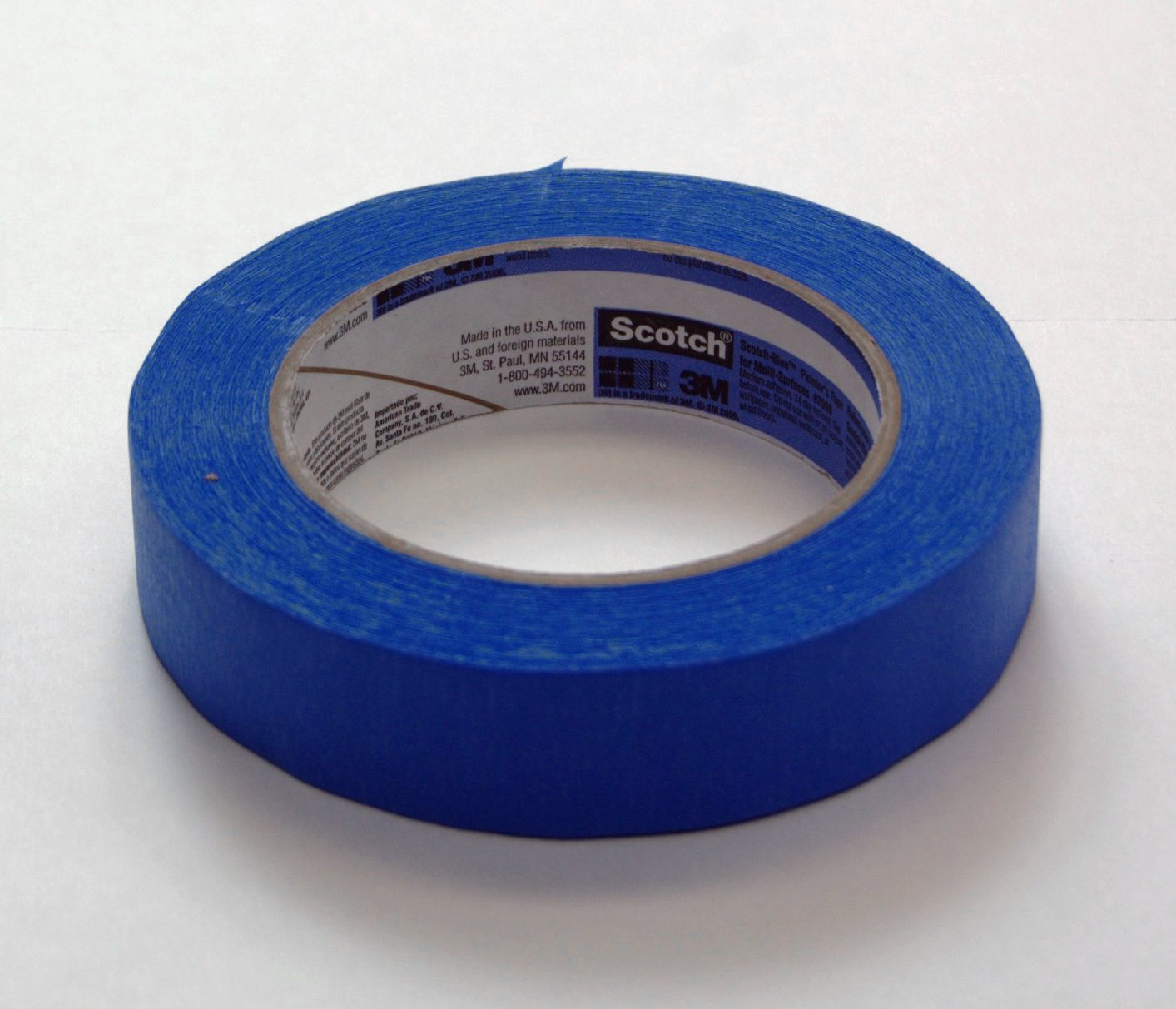
페인터스 테이프(Painter's tape)는 보호 테이프의 일종이다.

보호 테이프 또는 마스킹 테이프(masking tape)는 얇고 찢어지기 쉬운 종이와 쉽게 떼어지는 점착제로 만든 점착 테이프의 일종이다. 다양한 너비로 제공된다. 주로 칠할 필요가 없는 부분을 가리기 위해 칠할 때 사용된다.
접착제는 잔여물을 남기거나 테이프가 붙은 표면을 손상시키지 않고 테이프를 쉽게 제거할 수 있도록 해주기 때문에 테이프의 유용성에 있어 핵심 요소이다. 테이프는 접착제 강도에 따라 1~100 등급으로 평가되는 다양한 강도로 제공된다. 대부분의 페인팅 작업에는 50 범위의 테이프가 필요하다. 가정용 마스킹 테이프는 훨씬 약한 종이와 낮은 등급의 접착제로 만들어진다.

## 역사
마스킹 테이프는 1925년 3M 직원 리처드 드루(Richard Drew)에 의해 만들어졌다. 드루는 자동차 차체 작업자가 페인팅 중인 자동차에 테이프로 붙인 정육점 종이를 제거할 때 좌절감을 느끼는 것을 관찰했다. 테이프의 강력한 접착제 때문에 방금 적용한 페인트 일부가 벗겨졌다. 손상된 부분을 손질하면 비용이 증가한다. 드루는 접착력이 더 약한 테이프의 필요성을 깨달았다.

## 같이 보기
- 접착 테이프